# David Lapp
David E. Lapp (geboren 1931 in Wien) ist ein US-amerikanischer Rabbiner, der 1939 aus seiner Heimatstadt Wien flüchten musste.

## Leben und Werk
David Lapp stammt aus einer orthodox-jüdischen Familie aus dem galizischen Bels, wo viele chassidische Juden lebten. Beide Elternteile stammten aus kinderreichen Familien. Der Vater hatte 13 Geschwister, die Mutter fünf. Das Elternpaar kam Ende der 1920er Jahre nach Wien. Der Vater arbeitete als Glaser. Der kleine David besuchte die jüdische Schule in der Malzgasse in der Leopoldstadt, dem zweiten Bezirk von Wien. Am Vormittag wurde er in Religion unterrichtet, am Nachmittag in den anderen Fächern. „Dort habe ich die Grundlage für mein Leben bekommen, Moral, Ethik, auch für mein Jüdischsein,“ berichtete er im Interview mit der Tageszeitung Kurier. Nach der Annexion Österreichs wurde der Judenhass in Wien auch für den Burschen spürbar. Die Synagoge wurde zerstört, die Schule geschlossen, die anderen Kinder verprügelten die Judenkinder. Nach den Novemberpogromen des Jahres 1938 wurde der Vater verhaftet. Daraufhin bemühte sich die Mutter um Einwanderungsbestätigungen für die Vereinigten Staaten, die von einer Verwandten organisiert wurden. Um den Ehemann aus der Haft zu bekommen, ging die Mutter mit dem rund 8-jährigen David an der Hand direkt in das Hauptquartier der Gestapo Wien und redete auf einen Beamten ein. Der Mann kam frei und die Familie konnte Ende 1939 „deutsches“ Reichsgebiet verlassen. Sie reisten über Triest in die USA, wo sie 1940 einlangten.
Nach dem Wunsch des Vaters sollte er studieren. Die Mutter hingegen hätte einen praktischen Beruf bevorzugt. David Lapp entschied sich für einen Mittelweg und wurde Rabbiner. 1957, nach dem Studium, ging er als Freiwilliger zur US-Army, denn er dachte, er stünde in der Schuld des Landes, welches ihm und seiner Familie Schutz und Sicherheit gewährt hatte. Zwar wollte er ursprünglich zur US Navy, doch wurde er überredet zur Army zu gehen, weil es dort mehr Juden gäbe. Er diente dort als Chaplain, so werden dort die Seelsorger von allen Religionen genannt. 1958 wurde er als Rabbi ordiniert. Er war bereit, in jedes Land zu gehen, wo Seelsorger gebraucht wurden. Er konnte keinen Kaplan-Kurs belegen und ließ sich von christlichen Kollegen einschulen.
1960 lernte er in München seine spätere Frau, Ruth, kennen. Sie ist in Frankfurt am Main aufgewachsen. Als ihre Mutter dort 1937 auf einer Parkbank die Aufschrift "Für Juden und Hunde verboten" las, entschloss sie sich zur Flucht. Die Familie flüchtete nach Palästina. So konnte Ruth überleben. Ein Jahr lang (1966/67) war er während der Kriegshandlungen in Vietnam stationiert, als Deputy eines katholischen Priesters. Nicht nur dort, auch davor und danach war er um gutes Einvernehmen der verschiedenen Religionen bemüht. Er ist stolz auf die interreligiöse Solidarität. Auch innerhalb des Judentums sah er sich als ausgleichende Kraft. Er brachte ein eigenes Gebetbuch heraus, welches von orthodoxen, reformierten und konservativen Juden gleichermaßen akzeptiert wird. Einerseits war er stets bemüht, die Regeln seiner Religion genau zu beachten, die Sabbatruhe einzuhalten und immer koscher zu essen. Dazu musste er bisweilen auf Fleisch verzichten. Andererseits ging er stets frohgemut auf Andersgläubige zu, baute Brücken, half mit Nahrung und Kleidung für die Armen, bei der medizinischen Versorgung.
2018 kamen David und Ruth Lapp anlässlich der Feierlichkeiten zur Wiederkehr der Novemberpogrome auf Einladung des Jewish Welcome Service nach Wien. Bei dieser Gelegenheit übergab er dem Jüdischen Museum in Wien als Schenkung einen Koffer mit seiner Feldsynagoge. Darin ist alles enthalten, was ein Rabbi auf Reisen benötigt: Thorarolle, Menora, Gebetbuch, Becher und zwei Kerzen. Danielle Spera, Direktorin des Hauses, wird für die Feldsynagoge eine Vitrine freimachen.